# Rozyna (radioodbiornik)
Rozyna – polski radioodbiornik lampowy produkowany w Zakładach Radiowych im. Marcina Kasprzaka w Warszawie. Umożliwia odbiór stacji na falach długich, średnich i krótkich. Posiada wbudowaną antenę ferrytową i suwakowy przełącznik zakresów na bocznej ścianie. Układ odbiornika (superheterodynowy, identyczny z zastosowanym w Figaro 3291), zasilany jest z autotransformatora i zawiera 3 nowalowe lampy elektronowe (ECH81, EBF89 i ECL82) i prostownik selenowy (SPS 5A). Odbiornik produkowano w dwóch wersjach – z obudową drewnianą i bakelitową.

## Wersje
Rozyna N – wersja odkłócona, posiada układ elektryczny i obudowę identyczną jak Rozyna w wersji drewnianej. Zmiany w konstrukcji: przewód zasilający odłączany, zmieniony przełącznik zakresów i rozmieszczenie cewek, większa antena ferrytowa, osadzona na kubku filtra pośredniej częstotliwości, ekranowanie kondensatora zmiennego, pierwszej lampy i drugiego filtra p.cz. Tylna ścianka wykonana jest z cienkiej, twardej płyty pilśniowej.
Rozyna 2 – produkowana w latach 1962–1963, od wcześniejszej Rozyny jest prawie dwukrotnie większa. Zastosowano transformator sieciowy zamiast autotransformatora, obrotowy przełącznik zakresów, skokową regulację barwy tonu oraz elektronowy wskaźnik wysterowania, tzw. „magiczne oko” (EM 80). Obudowa i część elementów w środku (m.in. bakelitowa listwa z gniazdami) najprawdopodobniej pochodzi od Malwy 3301. Wyprowadzono wejście gramofonowe, ale nie ma przełącznika radio/gramofon.